# Eisewer
Ein Eisewer („Eis-Ewer“), manchmal auch Eiskahn war ein kleiner Bootstyp, der bis in das 19. Jahrhundert zum Aufsägen vereister Fahrrinnen genutzt wurde.

## Geschichte
Auf der Elbe und anderen regelmäßig zufrierenden nordeuropäischen Flüssen verwendete man über Jahrhunderte einfache Hilfsmittel, wie Eisewer, beziehungsweise Eiskähne zum Herstellen schiffbarer Fahrrinnen. Die hölzernen Fahrzeuge wurden von zwei Mann Besatzung bedient und erreichten pro Tag eine aufgeschnittene Strecke von rund 80 Metern. Der Sägemechanismus ähnelte einer Gattersäge.
Eisewer wurden beispielsweise noch in den Eiswintern 1845 und 1869/1870 genutzt, in denen Dampfer auf der Elbe einfroren. Auf der Suche nach Abhilfe wurde auch mit Kanonenschlägen gearbeitet und versucht, den Eisbrecher Pilot aus Russland zu erwerben. Erst der darauf folgende und nochmals erheblich schwerwiegendere Eiswinter führte in Hamburg zum Bau des Eisbrechers Comité, der im Dezember 1871 in Dienst gestellt wurde.